# Stethynium atriclavum
Stethynium atriclavum är en stekelart som beskrevs av Girault 1938. Stethynium atriclavum ingår i släktet Stethynium och familjen dvärgsteklar. Inga underarter finns listade i Catalogue of Life.